# 趙福金
趙 福金（ちょう ふくきん、1103年3月以前 - 1128年）は、北宋の徽宗の第5皇女（夭逝を除いて第4皇女）。

## 経歴
寿安郡君劉氏（後の貴妃、明達皇后）の長女として生まれた。崇寧2年（1103年）3月、延慶公主の位を授けられた。大観2年（1108年）2月、康福帝姫の位を改授された。美人として知られ、また母妃が寵愛されたこともあり、皇女の中で最も父帝に可愛がられた。
重和元年（1118年）11月、茂徳帝姫の位を改授された。同月、宣和殿待制の蔡鞗（蔡京の五男）に降嫁した。奢侈な生活を送って豪壮な邸宅を建て、民衆に負担を与えた。
靖康元年（1126年）、蔡京の失脚後、長男の蔡攸ら兄弟と一族は欽宗の命で誅殺された。蔡鞗は福金のため死刑は免れたが、監禁に処せられた。欽宗は都を包囲した金軍に、「六賊」（蔡京・童貫・梁師成・王黼・朱勔・李邦彦）の家財を献じ、領土の割譲と賠償金の支払いなど屈辱的な内容で講和を求めた。その時、金軍の将帥の一人の完顔宗望は、献じられた侍女李氏（元は福金の侍女）から福金の美貌を知らされて、ひそかに欽宗と相談し、福金を要求した。数回の交渉の後、領土と賠償金について金側が譲歩する可能性を期待して、欽宗は承知した。詔令によって開封府は、他の2人の金軍の将帥に47人の「六賊」の家妓を献じた。これに混じって、福金が媚薬を飲まされて、宗望に献じられた。
その後、他の将帥の一人の完顔宗翰が反対したため、講和は沙汰やみとなった。福金は宗望の寵愛を受けたが、金の天会5年（1127年）、宗望は病没した。天会6年（1128年）8月、福金は失意のうちに病没した。

## 男子
- 蔡愉 - 蔡鞗との子。宣和4年（1122年）11月5日、幼くして通直郎の位を授けられた。祖父の蔡京の失脚後、郷里の仙游へ追放された。

## 伝記資料
- 『宋史』
- 『金史』
- 『靖康稗史箋證』
- 『皇第五女特封延慶公主制』